# Lonchosternus hispanicus
Lonchosternus hispanicus es una especie de escarabajo de la familia Carabidae.

## Distribución geográfica
Se distribuye por el suroeste de la península ibérica y el noroeste del Magreb.